# العلاقات الكاميرونية الماليزية
العلاقات الكاميرونية الماليزية هي العلاقات الثنائية التي تجمع بين الكاميرون وماليزيا.

## مقارنة بين البلدين
هذه مقارنة عامة ومرجعية للدولتين:
| وجه المقارنة                                              | الكاميرون                      | ماليزيا       |
| --------------------------------------------------------- | ------------------------------ | ------------- |
| المساحة (كم2)                                             | 475.44 ألف                     | 330.29 ألف    |
| عدد السكان (نسمة)                                         | 24.05 مليون                    | 31.62 مليون   |
| الكثافة السكانية (ن./كم²)                                 | 50.58                          | 95.73         |
| العاصمة                                                   | ياوندي                         | كوالالمبور    |
| اللغة الرسمية                                             | لغة فرنسية، لغة إنجليزية       | لغة ماليزية   |
| العملة                                                    | فرنك وسط أفريقي                | رينغيت ماليزي |
| الناتج المحلي الإجمالي (بليون دولار)                      | 34.80 مليار                    | 314.50 مليار  |
| الناتج المحلي الإجمالي (تعادل القوة الشرائية) بليون دولار | 72.72 مليار                    | 817.43 مليار  |
| الناتج المحلي الإجمالي الاسمي للفرد دولار أمريكي          | 1.22 ألف                       | 9.77 ألف      |
| الناتج المحلي الإجمالي للفرد دولار أمريكي                 | 2.97 ألف                       | 25.64 ألف     |
| مؤشر التنمية البشرية                                      | 0.512                          | 0.779         |
| رمز المكالمات الدولي                                      | +237                           | +60           |
| رمز الإنترنت                                              | .cm                            | .my           |
| المنطقة الزمنية                                           | توقيت غرب أفريقيا، ت ع م+01:00 | ت ع م+08:00   |

## منظمات دولية مشتركة
يشترك البلدان في عضوية مجموعة من المنظمات الدولية، منها:
| علم المنظمة | اسم المنظمة                               | تاريخ انضمام الكاميرون | تاريخ انضمام ماليزيا |
| ----------- | ----------------------------------------- | ---------------------- | -------------------- |
|             | وكالة ضمان الاستثمار متعدد الأطراف        | 7 أكتوبر 1988          | 6 ديسمبر 1991        |
|             | الأمم المتحدة                             | 20 سبتمبر 1960         | 17 سبتمبر 1957       |
|             | دول الكومنولث                             | ?                      | ?                    |
|             | الفريق المعني برصد الأرض                  | ?                      | ?                    |
|             | منظمة التعاون الإسلامي                    | ?                      | ?                    |
|             | منظمة حظر الأسلحة الكيميائية              | ?                      | ?                    |
|             | منظمة التجارة العالمية                    | ?                      | ?                    |
|             | منظمة الشرطة الجنائية الدولية             | ?                      | ?                    |
|             | مؤسسة التنمية الدولية                     | 10 أبريل 1964          | 24 سبتمبر 1960       |
|             | يونسكو                                    | 11 نوفمبر 1960         | 16 يونيو 1958        |
|             | الاتحاد البريدي العالمي                   | ?                      | ?                    |
|             | البنك الدولي للإنشاء والتعمير             | 10 يوليو 1963          | 7 مارس 1958          |
|             | المنظمة الهيدروغرافية الدولية             | ?                      | ?                    |
|             | الاتحاد الدولي للاتصالات                  | 22 ديسمبر 1960         | 3 فبراير 1958        |
|             | مؤسسة التمويل الدولية                     | 1 أكتوبر 1974          | 20 مارس 1958         |
|             | المركز الدولي لتسوية المنازعات الاستشارية | 2 فبراير 1967          | 14 أكتوبر 1966       |

## وصلات خارجية
- موقع وزارة الخارجية الكاميرونية
- موقع وزارة الخارجية الماليزية